# Struba jucturina
Struba jucturina är en fjärilsart som beskrevs av Sergius G. Kiriakoff 1959. Struba jucturina ingår i släktet Struba och familjen tandspinnare. Inga underarter finns listade i Catalogue of Life.